# Schloss Bauska

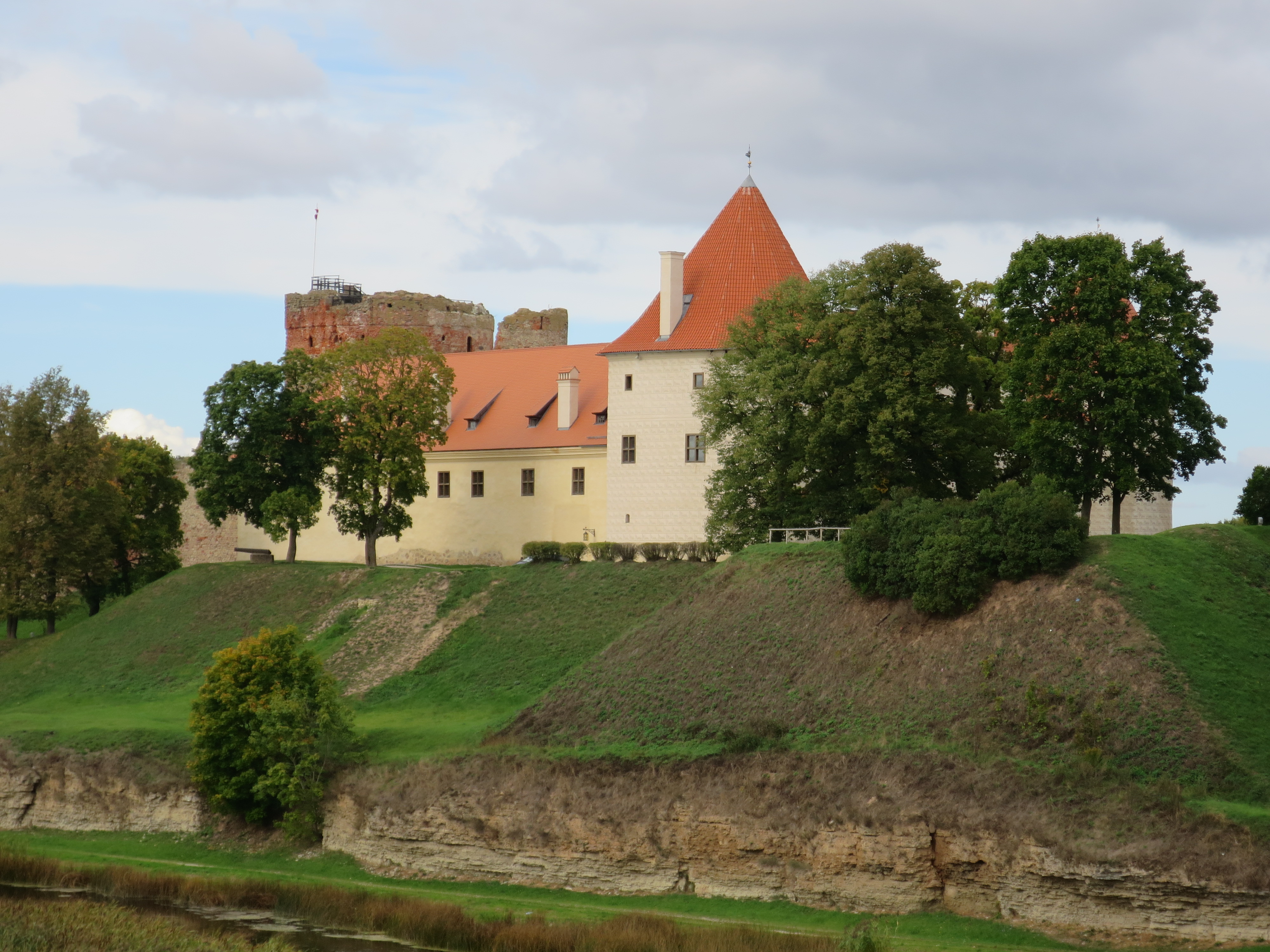
Schloss Bauska, 2015

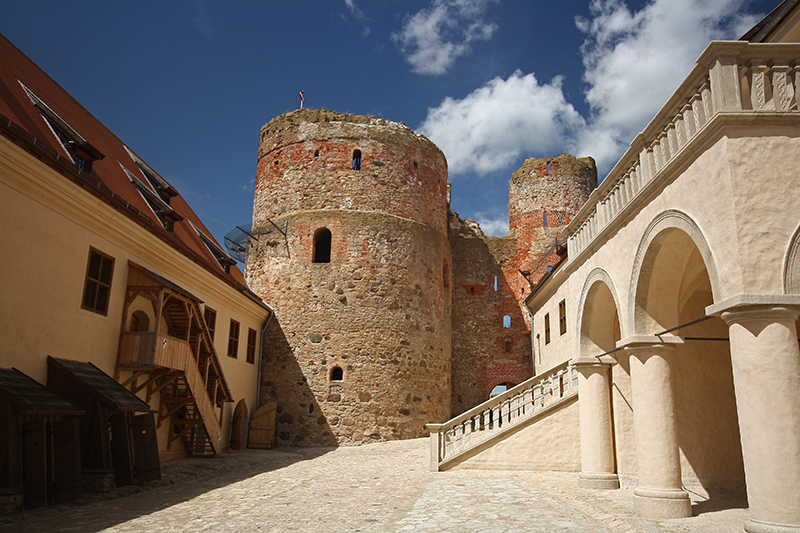
Innenhof, 2015

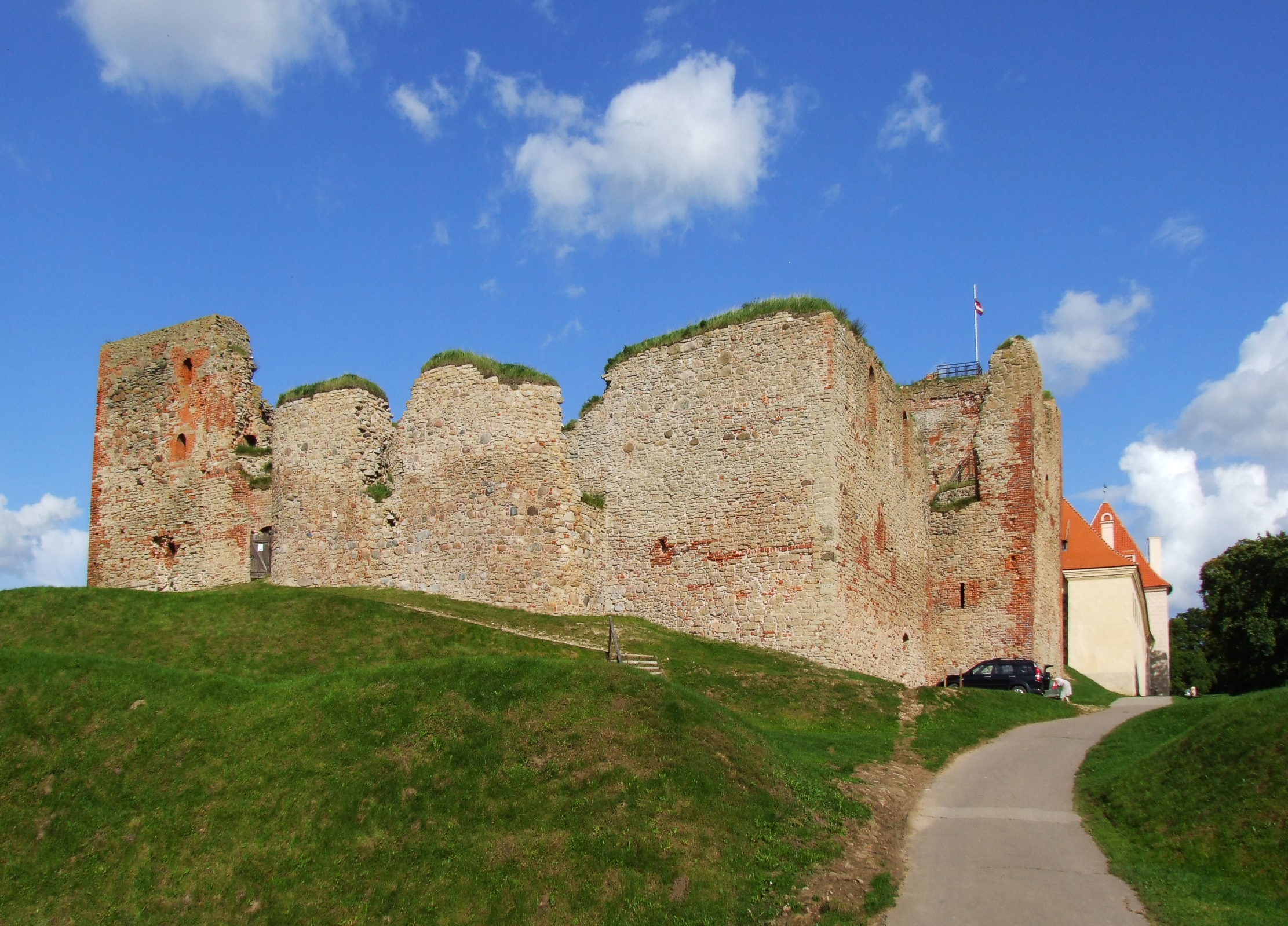
Ruine Bauska

Schloss Bauske/Bauska (lettisch: Bauskas pils) ist die Bezeichnung für einen Komplex aus einer Burgruine und einem Renaissanceschloss in der lettischen Stadt Bauska (deutsch: Bauske).

## Geschichte
Die beeindruckende, vom Livländischen Orden errichtete Anlage liegt zwischen den Flüssen Mūša und Mēmele südwestlich des Stadtzentrums. Der Bau der Burg wurde vom livländischen Zweig des Deutschen Ordens in den Jahren von 1443 bis 1456, zur Zeit des Landmeisters Heinrich Vincke von Overberg, begonnen. Bis zum Ende des 16. Jahrhunderts wurde sie schrittweise erweitert. Die Burg war die letzte Festung, die der Orden zum Schutz der Grenzen zwischen Livland und dem Großfürstentum Litauen sowie zur Kontrolle des Handels zwischen Litauen und Riga erbauen ließ.    
1561 gelangte die Burg in den Besitz des Erzbischofs von Riga, Wilhelm von Brandenburg-Ansbach-Kulmbach. Nach der Säkularisierung des Deutschen Ordens in Livland im Jahr 1562 fiel die Burg an die Herzöge von Kurland und Semgallen. Sie ließen sich auf dem Gelände der Vorburg eine Residenz einrichteten. Herzog Gotthard Kettler ließ die Burg im Stil des Manierismus umbauen und zu einem befestigten Verwaltungssitz erweitern. Von 1587 bis 1596 war sie zudem der Wohnsitz der Herzogin.
Im Sommer 1625, während des Polnisch-Schwedischen Krieges, eroberten Truppen des schwedischen Königs Gustav II. Adolf die Burg. Zu weiteren Zerstörungen kam es im Zweiten Nordischen Krieg. Im Großen Nordischen Krieg nahmen russische Truppen 1705 die Burg Bauska kampflos ein. Bei ihrem Abzug im Folgejahr sprengen sie einen Teil. Die Burg blieb seither unbewohnt.

## Gegenwart
Von der mittelalterlichen Burg des Livländischen Ordens sind nur Ruinen erhalten, sie werden seit 2000 konserviert. Das unmittelbar östlich davon gelegene Schloss (die Residenz aus dem 16. Jahrhundert) ist vollständig restauriert und kann besichtigt werden.
Im Jahr 1990 wurde das Schlossmuseum eröffnet. Neben der Dauerausstellung zur Geschichte des Schlosses werden reichhaltige Funde archäologischer Ausgrabungen gezeigt. 